# Red Bull Arena (Leipzig)
|  | «Red Bull Arena» redirigeix aquí. Vegeu-ne altres significats a «Sports Illustrated Stadium». |

El Red Bull Arena, anteriorment Zentralstadion Leipzig (en català: "Estadi Central de Leipzig"), és un estadi de futbol de la ciutat de Leipzig, a l'estat federal de Saxònia, al sud-est d'Alemanya. És la seu habitual de l'equip de futbol RB Leipzig.

## Història
Va ser construït el 1956, sent en el seu temps l'estadi més gran de la República Democràtica Alemanya, amb una capacitat que superava els 100.000 espectadors.
El 3 de març de 1982 aquest estadi va acollir el primer partit de futbol televisat en català de la història, retransmès per Josep Fèlix Pons i Josep Maria Casanovas. Va ser una anada dels quarts de final de la Recopa d'Europa entre el Lokomotive Leipzig i el FC Barcelona. El Barça guanyà 0-3 amb gols de Quini, Morán i Allan Rodenkam Simonsen. Fins aquell any la Televisió Espanyola havia considerat políticament incorrecte l'ús del català en retransmissions de futbol. Aquest primer partit televisat en català es va viure com un esdeveniment molt important a Catalunya.
Per a ser seu de la Copa del Món 2006, es va construir un nou estadi en els murs del vell, amb una capacitat actual de 44.199 espectadors, inaugurat el 7 de març de 2004, aquest estadi va ser l'únic de la desapareguda Alemanya Oriental escollit com a ser seu de la Copa del Món 2006.
El FC Sachsen Leipzig va utilitzar l'estadi com a local de tant en tant entre 2004 i 2007, però van tornar a la seva tradicional seu, l'Alfred-Kunze-Sportpark al començament de la temporada 2008-09.
El juliol de 2009, el fabricant de begudes energètiques Red Bull va comprar el SSV Markranstädt i el va reanomenar com a RasenBallsport Leipzig. El nou equip es traslladà al Zentralstadion i li canvià el nom per "Red Bull Arena". Els drets de nomenclatura es van concedir el 25 de març de 2010 i l'estadi serà nomenat així per un període mínim de 10 anys a partir de l'1 de juliol de 2010. El cost de lloguer de l'estadi augmentarà d'acord amb el nivell de futbol del RB Leipzig.